# Битва біля Лікози (846)
Битва біля Лікози — морська битва, що відбулася влітку 846 року біля мису Лікоза, в якій об'єднаний флот італійських держав Неаполя, Амальфі, Гаети і Сорренто на чолі з дукою Неаполя Сергієм I розбив флот сарацин.

## Історичні джерела
Про битву при Лікозі і супутніх подіях повідомляється в кількох ранньосередньовічних історичних джерелах: в написаній Іоанном Дияконом другої частини «Дій неаполітанських єпископів», в «Історії лангобардів Беневенто» Ерхемперта, в «Салернській хроніці», в «Хроніці святого Бенедикта Кассинського», в «Liber Pontificalis», в «Бертинських анналах» та у «Фульдських анналах».

## Передумови
З 827 року розпочалось завоювання візантійської Сицилії мусульманами з північноафриканської аглабідської Іфрикії, яких в Європі називали сарацинами. З цього часу прибережні міста Південної Італії знаходились під постійною загрозою нападів сарацинських піратів. Відповідальність за сарацинську загрозу частково лягла на самі християнські держави цього регіону. Візантійські, лангобардські та папські князівства та герцогства Південної Італії ворогували між собою і в 30-х роках IX століття сприяли поселенню сарацинів на Апеннінському півострові, щоб використовувати їх в якості найманців для боротьби між собою. В Кампанію їх залрошували як візантійські Неаполітанське і Гаетанське герцогства, так і лангобардські князі Беневенто і Салерно. Одним з перших запросив сарацинських найманців в Кампанію неаполітанський дука Андрій II під час його війни 837 року з лонгобардським князем Беневенто Сікардом. Надалі ця тенднція зростала і все більше та більше мусульман залучалось у міжусобні війни християнських держав на півострові. Після смерті Сікарда в 839 році, лонгобарди Радельхіз Беневентський і Сіконульф Салернський, що запекло воювали між собою за його спадок, залучали сарацинських найманців вже з обох сторін.
З часом сарацинські найманці почали самостійно брати участь у набігах на християнські поселення, особливо після захоплення еміром Іфрикії Мухаммедом I в 842 році візантійської Мессіни та розгромної поразки, яку його армія завдала візантійцям в битві біля Бутери в 845 році.
Битва біля Лікози була лише однією з низки збройних сутичек, що відбулися між християнами і сарацинами на Апеннінському півострові в 846 році. Збройні конфлікти почались навесні цього року, коли до західного узбережжя Італії з Північної Африки та Сицилії прибули одразу кілька флотилій сарацин. Ці флотилії стали загрожувати безпеці торгових плавань у Тирренському морі та здійснювати напади на міста в центральній частині півострова. Зокрема були розграбовані околиці Гаети та Салерно. Сарацини також захопили кілька прибережних островів, включаючи Понцу, звідки могли здійснювати напади на все узбережжя Кампанії.

## Битва
Імовірно, ще до прибуття сарацинського флоту в Тірренське море італійцям стало відомо про підготовку арабського вторгнення, можливо, від італійських торговців. Це дозволило неаполітанському дуці (герцогу) Сергію I розпочати переговори з іншими правителями Кампанії та встигнути укласти із ними військовий союз. У цей союз, якому пізніші історики дали назву «Ліга Кампанії», увійшли Сергій I Неаполітанський, Марин Амальфійський, Костянтин і Марин I Гаетанські, а також правитель герцогства Сорренто. За словами Фердинанда Грегоровіуса, це «об'єднання стало першою середньовічною лігою».
Для протидії нападу сарацин учасниками Ліги Кампанії створили об'єднаний флот. У деяких джерелах повідомляється, що командування їм було доручено трибуну Григорію Бранкацію, найзнатнішому з неаполітанських громадян. Проте, найімовірніше, ці відомості малодостовірні і флот християнських князівств очолював безпосередньо герцог Неаполя Сергій I.
Перед тим, як зосередитися на Лікозі, альянс вже відвоював острів Понца, який на початку 846 року був захоплений сарацинами і використовувався ними в якості морської бази. Дізнавшись, що арабський флот прямує до узбережжя Кампанії, об'єднаний флот Ліги Кампанії вийшов назустріч сарацинам. Супротивники зустрілися поблизу сучасного Чиленто і неподалік мису Лікоза вступили в бій. Хоча у християн було менше кораблів, ніж у сарацин, перемогу в битві здобули неаполітанці та їх союзники.

## Наслідки
Бій при Лікозі — перша велика перемога італійців, здобута над сарацинами. До цього араби протягом понад тридцяти років не зустрічали серйозного військового опору на Апеннінському півострові.
Перемога християн у битві дозволила запобігти великому вторгненню сарацинів у Кампанію. Однак вона не змогла повністю забезпечити безпеку місцевих жителів, тому що в тому ж році араби розорили місто Мізено в Кампанії, яке належало герцогу Сергію I. Можливо, цей напад був помстою еміра Палермо Абу-ль-Аглаба Ибрагима ибн Аллаха за розгром його флоту неаполітанцями.
Безпосередньо після битві біля Лікози, інший флот сарацин на чолі з еміром аглабідської Іфрикії Мухаммедом І, висадив в Остії військо, яке дійшло в серпні до Риму і розграбувало околиці міста, зокрема храми на Ватиканському пагорбі. Звідси араби, частиною сушею, частиною на кораблях прибули до Гаети, але тут у листопаді зазнали поразки від об'єднаного флоту Неаполю та Амальфі, яким командував син дуки Неаполя Цезарій.
Ці успіхи ще більше зміцнили добросусідські зв'язки між правителями Неаполя, Амальфі, Гаети та Сорренто. Їх союз, що проіснував кілька років, зіграв вирішальну роль у розгромі сарацинського флоту в битві при Остії в 849 році.